# Mala Rijeka
Mala Rijeka – wieś w Chorwacji, w żupanii kopriwnicko-kriżewczyńskiej, w gminie Rasinja. W 2011 roku liczyła 31 mieszkańców.